# Ordine del Sigillo di Salomone
L'Ordine del Sigillo di Salomone fu un ordine cavalleresco dell'Impero di Etiopia.

## Storia
L'Ordine, assieme all'Ordine di Salomone, venne fondato nel 1874 dal negus Giovanni IV d'Etiopia per commemorare la propria dinastia, detta "salomonica" in quanto si riteneva direttamente discendente da Salomone e dalla Regina di Saba, dai quali sarebbe nato Re Menelik I dopo che ella si recò in visita a Salomone a Gerusalemme. Il loro figlio divenne Imperatore di Etiopia.

## Classi
L'Ordine dispone delle seguenti classi di benemerenza:
- Cavaliere di Gran Croce
- Grand'Ufficiale
- Commendatore
- Cavaliere

## Insegne
- La medaglia era composta da una stella davidica in oro a sei punte avente in centro una croce trifogliata smaltata di verde con al centro una croce latina a smalto rosso scuro. Soprattutto stava come legante tra la medaglia ed il nastro la corona etiope in oro.
- La placca riprendeva le medesime decorazioni della medaglia montata su una stella d'oro raggiante.
- Il nastro era completamente verde.